# La Prensa (Buenos Aires)
Pour les articles homonymes, voir La Prensa.
La Prensa (nom signifiant, en français, « La Presse ») est un quotidien généraliste argentin, de langue espagnole, publié à Buenos Aires. Il fut fondé en 1869 par José Camilo Paz, riche propriétaire terrien argentin, et par ailleurs journaliste, homme politique et diplomate, l’un des représentants les plus éminents de la Génération de 1880.
La Prensa, dont, historiquement, la ligne éditoriale reflétait la voix de la famille Gainza Paz et traduisait les idées du libéralisme et du conservatisme, fut durant la première moitié du XXe siècle l’organe de presse le plus important du pays. À la suite de la loi Sáenz Peña de 1912, qui institua le suffrage universel en Argentine, La Prensa adoptera une attitude de confrontation avec les différents gouvernements élus démocratiquement et appuyés sur une large base populaire, c'est-à-dire en l’espèce ceux émanant du radicalisme (1916-1930 ; 1958-1962 ; 1964-1966 ; 1983-1989) et du péronisme (1946-1955 ; 1973-1976) ; à contrario, le journal soutiendra logiquement les différents coups d’État qui renversèrent lesdits gouvernements, ainsi que les dictatures issues de ces coups d’État.
Dans la décennie 1990, contraint de déposer le bilan, le journal fut acquis par un grand groupe de presse avec siège à Mar del Plata.
En 2014, certains membres de la famille Gainza Paz furent mis en examen pour crime contre l’humanité (littér. crime de lèse-humanité) commis sous la dictature militaire dite Processus de réorganisation nationale, en rapport avec l’affaire Papel Prensa S. A. ; en 2016 cependant, la justice fédérale prononça un non-lieu au bénéfice de Guillermo Juan Gainza Paz et des autres personnes mises en cause, à défaut d’éléments prouvant que la vente eût été favorisée par des crimes perpétrés sous le régime militaire, ou que la transaction fût conclue à un prix significativement inférieur à celui du marché.